# 雙連埤
24°44′59.15″N 121°38′20.07″E / 24.7497639°N 121.6389083°E
雙連埤是台灣一座湖泊，其湖水可流通於「上埤」與「下埤」之間而得名，位於宜蘭縣員山鄉湖西村，當地居民以從桃園、新竹遷來之客家人為主。
雙連埤及其溼地面積佔17.1578公頃，海拔高度約470公尺，四周群山環抱，唯一對外交通是省道台七丁線，是台灣少有的低海拔濕地。其水源仰賴降雨補注，故水位與面積則視雨量多寡而定，其中在下埤因為遭到開發，導致陸化嚴重，形同泥砂淤塞的沼澤地。
雙連埤的池底及岸邊的水生植物共有80科202種，包括水社柳、田蔥、野菱、絲葉貍藻、石龍尾、篿菜等稀有種。湖上有一種沉水植物累積而成，一個足球場大小的「草毯」。草毯上草木盤根及腐植土厚達三台尺。由於水生植物的根並沒有定著於湖底，位置會有所變動，所以又稱之為「浮島」，這樣的景觀在日月潭可見。

## 歷史
20世紀初，日本人統治台灣已經十幾年，然而深山林內仍是原住民的地盤，出草殺人事件時有所聞。為了加強對台灣的統治權，總督府鎮壓之餘，大舉奬勵漢人開山拓墾，增產報國。
於是，勇於冒險進取的人，一一穿越隘勇線，劈荆斬棘，拓展良田。
因緣際會，桃園楊梅客家人鄒成生飄泊異鄉，應募而起，拔得頭籌，便在此地安家立業，並招來客家鄉親高、吳、羅姓共創一方美景。

## 娛樂與相關影視作品
早期雙連埤因為交通不便，除了登山隊和泰雅族原住民獵人偶爾造訪之外，鮮少有外地人進入。
民國六、七十年代，森田園藝曾經在此地大規模栽種花苗、樹苗，經年花團錦簇、奼紫嫣紅、芳香四溢。搭配原有的青山綠水、除了景色怡人之外，每當山嵐迷漫之際，微風細雨、薄霧飄渺，散步其中，更是如夢似幻，彷彿仙境，最令人陶醉，也贏得了世外桃花源美譽。
同時，政府核准了數家陶土開採業者大肆開挖，破壞了不少山頭林相。聯外道路(碎石路面)也因為大卡車的輾壓留下兩條深逾一尺的輪溝，每逢下雨天更加泥濘不堪，常讓行人和車輛望雨興嘆，沿途都得提心吊膽。
雙連埤雖然享有山明水秀的自然環境，加上園藝公司的苗圃花名遠播，卻因為危險的山路阻止了大部份遊客進入(一般人來到這條台九甲線都會為之卻步，敗興而歸。)而保有數十年純淨的風貌。
自從1983年電影-看海的日子首先在此拍攝(白玫親生母親的故鄉)之後，陸續有不少電影、電視、廣告在此取景。
隔年，公路局開始整修台九甲(2014年7月改編為台七丁線)省道，分段修建邊坡、排水溝、護欄及舖設柏油路、道路拓寬等工程，逐漸改善了交通，也揭開了雙連埤隱藏許久的神秘面紗。
1987年林務局成立福山植物園，正式開放了這個封閉了八、九十年的人間秘境。
除了看海的日子、稻草人、淺田涼喉錠...等較為知名的電影、廣告以外，在雙連埤取景的作品太多了，不勝枚舉。所以，只列出最近幾年的資料。

### 電影
- 1983年看海的日子（拍攝了雙連分校及租借高家住宅、稻田）
- 1987年稻草人（陳氏兄弟的家鄉-石頭屋、雙連分校、羅家農田、田間阡陌...）這部電影有超過一半的場景在雙連埤拍攝，是保留最多雙連埤舊貌的影片。也是讓石頭屋成名的處女作。
- 2013年總舖師片尾場景（雙連埤東側環湖道路）

### 電視劇
- 2015年公視一把青（郭軫、朱青在湖邊約會的場景）
- 2016年民視春花望露（李有志兄妹小時候的家-石頭屋）
- 2018年客家電視台台北歌手（蘇玉蘭的娘家-石頭屋）
- 2018年公視奇蹟的女兒（在下埤鄭家拍攝經理黃文邦的老家）
- 2019年客家電視台日據時代的十種生存法則（石頭屋）

### 廣告
- 2013年淺田涼喉錠（代言人吳汶芳-石頭屋、柳杉林）這齣廣告播出之後，大量的曝光徹底的打響了雙連埤石頭屋的名氣。
- 2017年自然の顏蘇打餅（代言人梁文音-蔥田）
- 2017年統一EROS愛若是優酪乳-觸動篇（湖景）
- 2018年金克寧銀養奶粉（代言人Selina任家萱、任爸-湖景）
- 2019年曼黛瑪蓮（代言人舒子晨-湖景、柳杉林）
- 2019年TOYOTA YARIS CROSSOVER休旅車（湖景）

## 外部連結
- 荒野保護協會  雙連埤生態教室 （页面存档备份，存于）
- 國寶級濕地 雙連埤：想要登山望湖吃野味，就到宜蘭小瑞士！ （页面存档备份，存于）
- 荒野保護協會-荒野守護 （页面存档备份，存于）
- 雙連埤：一個宜蘭客家社區的初步考察(上)/ 彭名俐 （页面存档备份，存于）
- 雙連埤：一個宜蘭客家社區的初步考察(中) （页面存档备份，存于）
- 雙連埤：一個宜蘭客家社區的初步考察(下) （页面存档备份，存于）
- 雙連埤浮島濕地/邱錦和 （页面存档备份，存于）
- 我們的島 （页面存档备份，存于）
- 雙連埤大事記/宜蘭縣史館 （页面存档备份，存于）
- 宜蘭百年雙連埤 客移民遺跡 （页面存档备份，存于）
- 雙連埤野生動物保護區 （页面存档备份，存于）
- 宜蘭縣雙連埤野生動物重要棲息環境 （页面存档备份，存于）
- 國家重要濕地保育計畫：雙連埤濕地 （页面存档备份，存于）
- 雙連埤重要濕地（國家級）保育利用計畫（草案）